# Aeropuerto de Narsarsuaq
El aeropuerto de Narsarsuaq (IATA: UAK, ICAO: BGBW) es un aeropuerto situado  en Narsarsuaq, una localidad en la municipalidad de Kujalleq, al sur de Groenlandia. Este aeropuerto junto con el de Kangerlussuaq, son los dos aeropuertos que pùeden ser utilizados por grandes aviones en la isla. También es el único aeropuerto internacional en el sur de Groenlandia.
Este aeropuerto funciona principalmente como un punto de transferencia para los pasajeros que se dirigen a los helipuertos de Air Greenland en Qaqortoq y Nanortalik.

## Historia

### Segunda Guerra Mundial
El aeropuerto de Narsarsuaq fue construido por el Departamento de Defensa estadounidense (entonces conocido como el Departamento de Guerra) como base aérea del ejército. Su construcción comenzó en julio de 1941 y el primer avión aterrizó en enero de 1942.
Durante la Segunda Guerra Mundial, la base aérea alojó escuadrones de la flota aérea de Catalina PBY y bombarderos B-25 Mitchell con la misión de escoltar a los convoyes aliados y rastrear y destruir submarinos alemanes. 
Aproximadamente unas 4.000 personas estuvieron alojadas en la base durante la guerra y se estima que durante ese tiempo más de 10.000 utilizaron este aeropuerto. El primer avión de la Fuerza Aérea Danesa estacionado en Narsarsuaq fue un Catalina PBY en 1947 y un B-17 Flying Fortress en 1948.

### Después de la guerra
Air Greenland les proporciona a todos los helipuertos primarios del sur de Groenlandia con un helicóptero Sikorsky S-61N. El tráfico aéreo civil comenzó en 1949 con Scandinavian Airlines System (SAS) e Icelandair. 
Estados Unidos y Dinamarca firmaron el acuerdo relacionado con la defensa de Groenlandia el 27 de abril de 1951, y ambos países acordaron compartir la base aérea. 
La Fuerza Aérea de los Estados Unidos dejó la base en noviembre de 1958 y esta cerró. En enero de 1959, el barco del delineante Hans Hedtoft de Dinamarca golpeó contra un iceberg cerca de la costa sur de Groenlandia. Las autoridades danesas decidieron reabrir el aeropuerto poco después. Desde noviembre de 1959, la Fuerza Danesa tenía 3 Catalinas PBY estacionadas en Narsarsuaq con la misión de realizar observaciones del hielo a lo largo de la costa de Groenlandia, para transmitirlas a los barcos. 
En las décadas de 1960 y 1970, Greenlandair y SAS prestaron sus servicios a Narsarsuaq con aviones Douglas DC-6s e Icelandair con Boeing 727s, y en los años 80 SAS operó con DC-8. Desde el 1 de enero de 1988, el aeropuerto ha sido operado por Mittarfeqarfiit, la administración del aeropuerto de Groenlandia. Hoy en día las observaciones de hielo de la zona se siguen realizando desde el aeropuerto de Narsarsuaq y se llevan a cabo con el avión AS350 Eurocpter.

### Decadencia
El aeropuerto sirvió como ciudad de enfoque regional para Air Greenland hasta finales de la década de 2000, cuando las difíciles situaciones económicas obligaron a la aerolínea a subir los precios varias veces.
En 2009, la aerolínea anunció la venta de Kunuunnguaq [8] un Boeing 757-200, uno de los dos aviones de la flota que presta servicios en la ruta Narsarsuaq-Copenhague. Más tarde en el mismo año, la aerolínea anunció la adquisición de dos nuevos avione STOL, de Havilland Dash-8 200, uno de los cuales serviría a la ruta triangular recién abierta entre Narsarsuaq, Nuuk y Reykjavík-Keflavík.
La nueva ruta se cerró antes de que pudieran comenzar los primeros vuelos, lo que aumentó el resentimiento entre las empresas y la comunidad del sur de Groenlandia. La demanda declarada de conexión directa con Islandia, no reflejó buenas cifras de venta, lo que contribuyó a la decisión de retirada.
Con el avión de Boeing vendido el 26 de abril de 2010, todo el municipio de Kujalleq y el sur de Groenladia en general, siguen sin perspectivas de una conexión directa con Europa continental. La crisis financiera de 2008-2010, la interrupción de los viajes aéreos después de la erupción de Eyjafjallajökull en 2010 contribuyeron a una menos demanda de pasajeros, mientras que la competencia de Air Iceland en la ruta hacia Islandia hizo que la ruta de Air Greenland a Dinanmarca no sea rentable, lo que llevó al declive en el tráfico aéreo en el sur de Groenlandia. En 2011 era improbable que se restableciera una ruta directa a Europa continental pero en 2012, los vuelos hacia/desde Copenhague comenzaron en verano mediante el alquiler de un operador separado.

### Futuro
Hay planes para construir un nuevo aeropuerto cerca de Qaqortoq y cerrar el aeropuerto de Narsarsuaq, lo que eliminaría la necesidad de transferencias en helicóptero a Qaqortoq, el principal asentamiento en la región.

## Aerolíneas y destinos
| Aerolíneas    | Destinos                                                                                         |
| ------------- | ------------------------------------------------------------------------------------------------ |
| Air Greenland | Alluitsup Paa, Kangerlussuaq, Nanortalik, Narsaq, Nuuk, Paamiut, Qaqortoq Estacional: Copenhague |
| Icelandair    | Estacional: Reykjavík–Keflavík                                                                   |

## Accidentes e incidentes
El 5 de agosto de 2001, el avión de carga Dassault Falcon 20C de Naske Air se estrelló al acercarse a Narsarsuaq. La aeronave tenía planeada una parada para repostar combustible, en el camino desde Polonia hasta Estados Unidos. Tres personas murieron, incluido un pasajero
El 13 de mayo de 1957, un avión de carga DC-4 operado por US Overseas Airlines golpeó la capa de hielo al acercarse a Narsarsuaq. De las 3 personas que iban a bordo, 2 fallecieron.

## Instalaciones
Tienen una Pista 06/24	1830 m × 45 m Beton. En la terminal hay una cafetería, una tienda libre de impuestos (Duty-free), así como una pequeña oficina de turismo, que ayuda a coordinar las actividades generales de aviación en el aeropuerto.

## Transferencias
Las transferencias se realizan normalmente en barco o en helicóptero. Diskoline vende billetes de barcos a Narsaq y Qaqortoq. Los barcos requieren usar después un autobús ya que el puerto está a unos 2,5 km (1,5 millas) de la terminal. 